# Třída Raubvogel
Třída Raubvogel byla třída torpédoborců německé Reichsmarine, účastnících se druhé světové války v řadách Kriegsmarine. Celkem bylo postaveno šest jednotek této třídy. Vzhledem k omezení výtlaku byly přeřazeny mezi torpédovky po postavení prvních klasických torpédoborců Zerstörer 1934. Všech šest plavidel bylo za války zničeno.

## Stavba

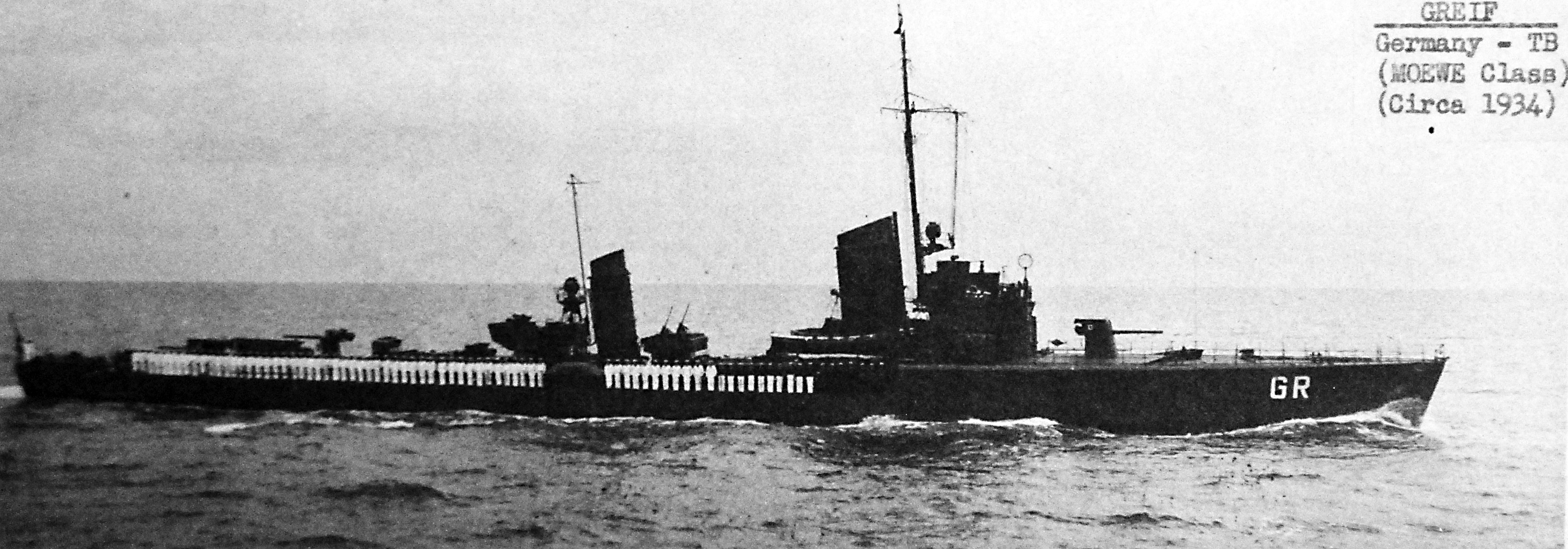
Greif

Třída byla vyvinuta v polovině 20. let jako náhrada za torpédoborce, které si německá Reichsmarine směla ponechat po prohrané první světové válce. Byly to první německé torpédoborce postavené podle limitů daných Versailleskou smlouvou a první německé válečné lodě vybavené trojhlavňovými torpédomety. Jejich konstrukce byla vyvinuta na základě torpédoborců prvoválečné třídy H 145. Při stavbě trupu bylo široce uplatněno svařování. Použity byly turbíny od různých dodavatelů. Stavbu provedla loděnice Kriegsmarinewerft ve Wilhelmshavenu. Do služby vstoupily v letech 1926–1928.
Jednotky třídy Raubvogel:
| Jméno         | Zahájení stavby | Spuštění na vodu  | Zařazena do služby | Status |
| ------------- | --------------- | ----------------- | ------------------ | --- |
| Möwe (MÖ)     | 1925            | 4. března 1926    | říjen 1926         | Dne 8. května 1940 v Severním moři torpdován ponorkou HMS Taku (N38). Opravován jedenáct měsíců. Dne 15. června 1944 potopen při britském náletu na Le Havre. |
| Seeadler (SE) | 1925            | 15. července 1926 | květen 1927        | Dne 13. května 1942 potopen v Lamašském průlivu britským torpédovým člunem MTB219.                                                                            |
| Greif (GR)    | 1925            | 15. července 1926 | březen 1927        | Dne 24. května 1944 v ústí Seiny potopen britskými bombardéry Albacore.                                                                                       |
| Albatros (AT) | 1925            | 15. července 1926 | květen 1927        | Dne 10. dubna 1940 při invazi do Norska ztroskotal v Oslofjordu, neopraven.                                                                                   |
| Kondor (KO)   | 1925            | 22. září 1926     | červenec 1928      | Dne 24. května 1944 v ústí Seiny poškozen minou. Neopraven a 28. června 1944 vyškrtnut. Dne 31. července 1944 potopen při náletu na Le Havre                  |
| Falke (FK)    | 1925            | 22. září 1926     | srpen 1927         | Dne 24. června 1944 potopen při britském náletu na Le Havre.                                                                                                  |

## Konstrukce

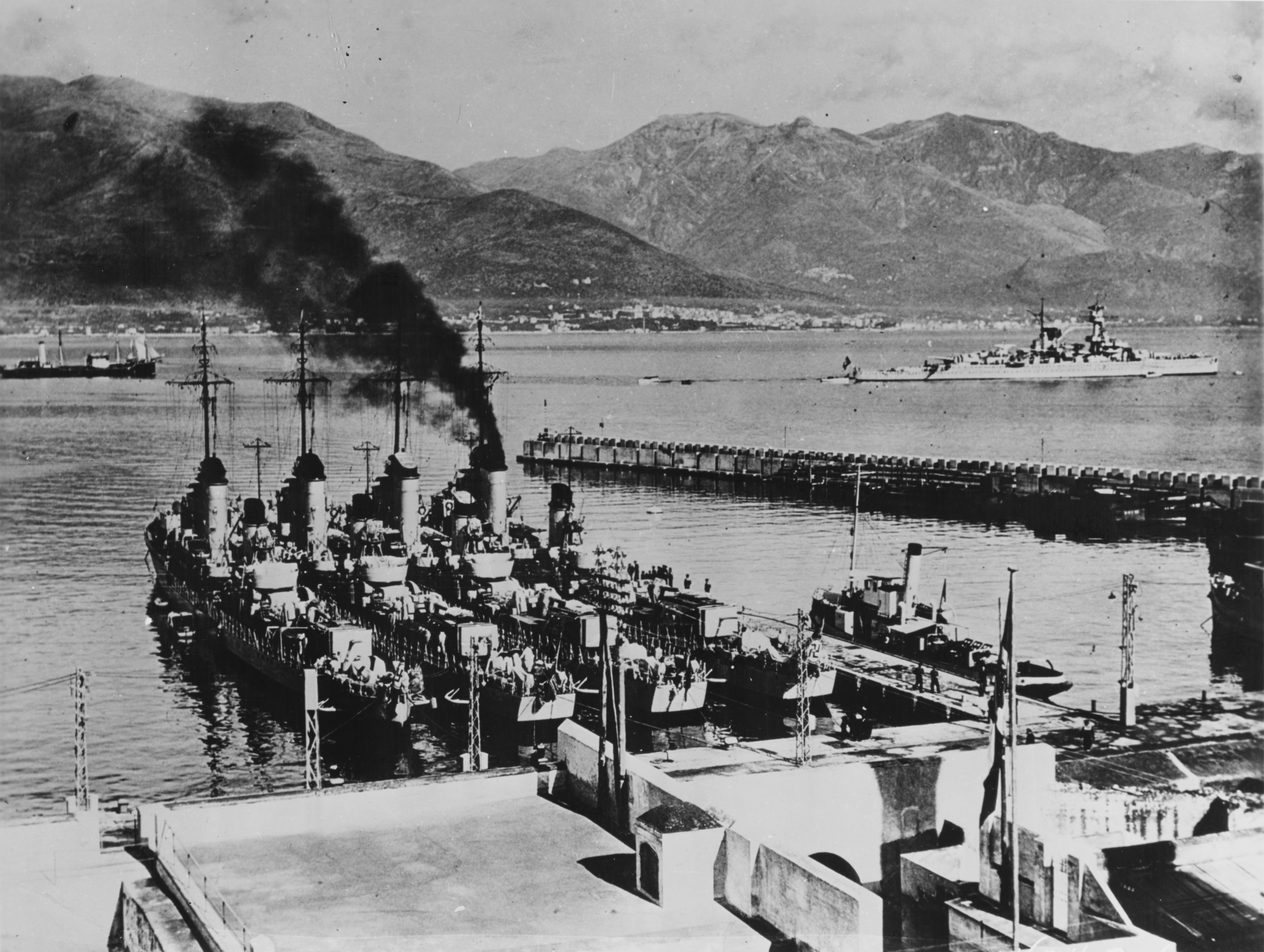
Torpédoborce třídy Raubvogel v Neapoli roku 1938. V pozadí těžký křižník Deutschland

Výzbroj plavidel tvořily tři 105mm kanóny v jednodělových věžích, dva trojité 500mm torpédomety a až třicet námořních min. Pohonný systém prototypu Möwe tvořily tři kotle Marine a dvě turbíny Blohm & Voss o výkonu 22 100 hp, pohánějící dva lodní šrouby. Nejvyšší rychlost dosahovala 32 uzlů. Dosah byl 3600 námořních mil při rychlosti sedmnáct uzlů.
Sesterská plavidla měla mírně prodloužený trup a větší výtlak. Jejich pohonný systém  měl výkon 23 000 hp a plavidla dosahovala rychlosti 33 uzlů. Greif a Falke poháněly turbíny Vulcan, Albatros a Kondor turbíny Schichau a konečně Seeadler turbíny Germania.

### Modifikace

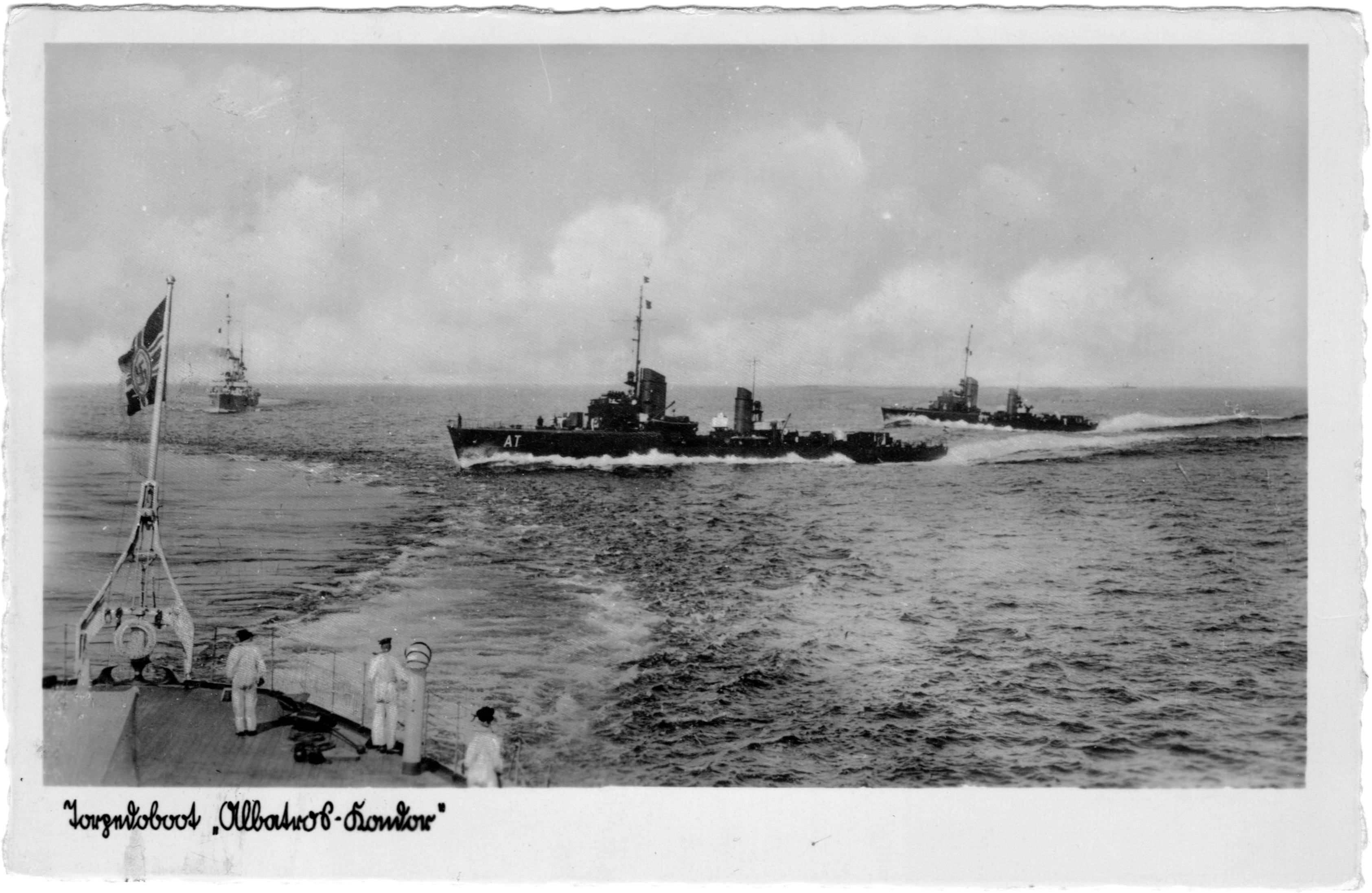
Albatros a Kondor v roce 1940

Roku 1930 byl trup Möwe prodlužen na celkovou délku 88,8 m. Roku 1931 všechny torpédoborce dostaly nové 533mm torpédomety. V letech 1935–1937 jejich výzbroj posílily dva 20mm/65 kanóny C/30 a roku 1939 dva vrhače hlubinných pum. Roku 1940 měla přeživší plavidla 20mm kanóny vyměněné za model C/38. Roku 1942 byla výzbroj přeživších plavidel posílena o 20mm/65 čtyřkanón C/38. Roku 1944 byla přeživší plavidla vybavena dvěma radary FuMO 63 a systémem FuMB 4 Sumatra.